# Dukla Liberec
O Volejbalový Klub Dukla Liberec é um clube de voleibol masculino profissional fundado em 1948 cuja sede é em Liberec.

## História
Fundado em 1948,com os melhores jogadores de voleibol do exército  de Praga e estavam concentrados em um clube independente recém-criado, ATK Praha (Clube de Esportes do Exército). Com o passar dos anos, o clube passou por uma série de reformulações e mudanças, inclusive mudando o nome do clube: do já mencionado ATK antes da ÚDA (Casa do Exército Central) para o nome de hoje DUKLA, que está intimamente relacionado à história do CSA. Os melhores jogadores de vôlei do exército também mudaram de posição várias vezes. Desde a sua fundação até 1957  a base foi em Praga, no período 1957 - 1966 a sede foi em Kolín, em conexão com a transição da 1ª Liga de Voleibol para as quadras dos anos 1966 a 1969 transferiu-se para Jihlava e finalmente desde 1969 os fixou-se em Liberec.
Alcunhas utilizadas:
- 1948–1952 ATK Praha
- 1953–1955 ÚDA Praha
- 1955–1957 Dukla Prag
- 1957–1966 Dukla Kolín
- 1966–1969 Dukla Jihlava
- 1969-atualmente VK Dukla Liberec

### Títulos conquistados
18 Campeonato Checo
- 1949-50, 1950-51, 1951-52, 1952-53, 1953-54, 1954-55, 1959-60, 1960-61, 1962-63, 1972-73, 1974-75, 1975-76, 1979-80, 1982-83, 2000-01, 2002-03, 2014-15, 2015-16

 11 Copa da República Checa
- 1974-75, 1991-92, 1994-95, 2000-01, 2006-07, 2007-08, 2008-09, 2012-13, 2013-14, 2015-16, 2017-18, 2020-21

 Supercopa Checa
 Liga MEVZA (Europa Central)
 1Liga dos Campeões da Europa
- 1975-76

 Taça CEV
 Challenge Cup
 Mundial de Clubes